# Residencia de Estudiantes

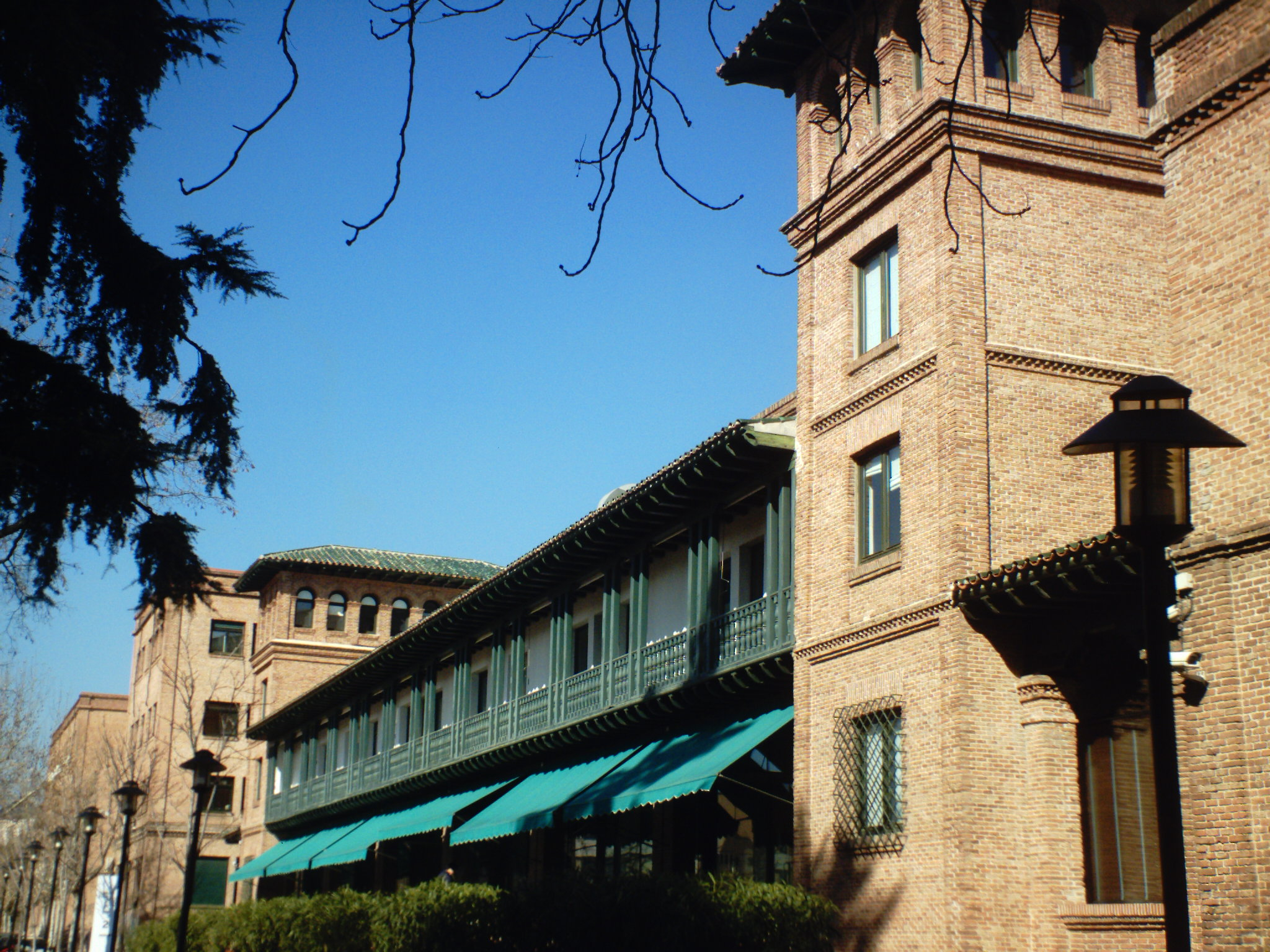
Die Residencia de Estudiantes

Die Residencia de Estudiantes (Spanisch für „Studentenwohnheim“) ist ein Kulturzentrum in Madrid.

## Geschichte
Die Institution wurde im Jahr 1910 durch die Junta para Ampliación de Estudios gegründet und übersiedelte 1915 an ihre gegenwärtige Adresse, Colina los Chopos, in eine Gruppe von neu errichteten Gebäuden im Neo-Mudéjar-Stil des Architekten Antonio Flórez Urdapilleta (1877–1941). Ihr Leiter Alberto Jiménez Fraud war begeistert vom britischen Collegesystem und verfolgte die Konzeption einer Wohn- und Begegnungsstätte von Kunst und Wissenschaft und eines Treffpunkts der in- und ausländischen Avantgarde. Im Hintergrund stand auch das Konzept der  Institución Libre de Enseñanza, die von Francisco Giner de los Ríos 1876 gegründet worden war.
Zu den Bewohnern des Heims zählten Federico García Lorca, Salvador Dalí, Luis Buñuel und der Nobelpreisträger Severo Ochoa. Miguel de Unamuno, Alfonso Reyes, Manuel de Falla, Juan Ramón Jiménez, José Ortega y Gasset, Pedro Salinas, Blas Cabrera, Eugeni d’Ors und Rafael Alberti waren häufig zu Gast.
Prominente Gäste aus dem Ausland waren u. a. Albert Einstein, Paul Valéry, Marie Curie, Igor Stravinsky, John M. Keynes, Walter Gropius und Henri Bergson.
Die Blütezeit der Institution war zwischen den Jahren 1910 und 1936. Es folgte eine Jahrzehnte dauernde Unterbrechung durch den Spanischen Bürgerkrieg und die Diktatur von Francisco Franco, die derlei bürgerlich-liberale und modernistische Institutionen ablehnte, letztlich aber die „Wiederauferstehung“ ab 1986. Heute fungiert die Residencia de Estudiantes wieder als Wohn- und Begegnungsstätte. Insgesamt zwanzig junge Künstler und Wissenschaftler wohnen hier, zugleich werden öffentliche kulturelle Aktivitäten präsentiert. Unter den Residenten sind Mercedes Cebrián, David Mayor, Miguel Álvarez-Fernández, Joaquín Pérez Azaústre und Eva Mendoza zu nennen. Dazu kommen jährlich etwa 3.000 Gäste.
Das Centro de Documentación enthält die Privatarchive von Federico García Lorca, Luis Cernuda, Jesús del Bal y Gay, Fernando de los Ríos und León Sánchez Cuesta.
Seit dem Jahr 1990 ist die Residencia auch wieder verlegerisch tätig.